# Kouam Tawa
Kouam Tawa (ur. 31 maja 1974 w Bafoussam) – kameruński pisarz, dramaturg, poeta, autor książek dla dzieci. Pisze w języku francuskim.
W Polsce w 2019 roku nakładem Wydawnictwa Zakamarki ukazała się jego książka Tańcz, Córko Księżyca! (tyt. oryg. Danse, Petite Lune, 2017) w tłumaczeniu Katarzyny Skalskiej i z ilustracjami Freda Socharda.